# David Brown Organisation
David Brown Organisation, David Brown Corporation und David Brown Racing Dept. waren Bezeichnungen, unter denen der zum David-Brown-Konzern gehörende britische Sportwagenhersteller Aston Martin in den 1950er- und 1960er-Jahren sein Werksteam zu Automobilsportwettbewerben meldete. Der von John Wyer geleitete Rennstall trat in dieser Zeit schwerpunktmäßig im Sportwagenbereich an und gewann 1959 die Sportwagen-Weltmeisterschaft. 1959 und 1960 gab es außerdem ein Werksengagement in der Formel 1 mit Roy Salvadori, Carroll Shelby und Maurice Trintignant, das weniger erfolgreich verlief.

## Entstehungsgeschichte

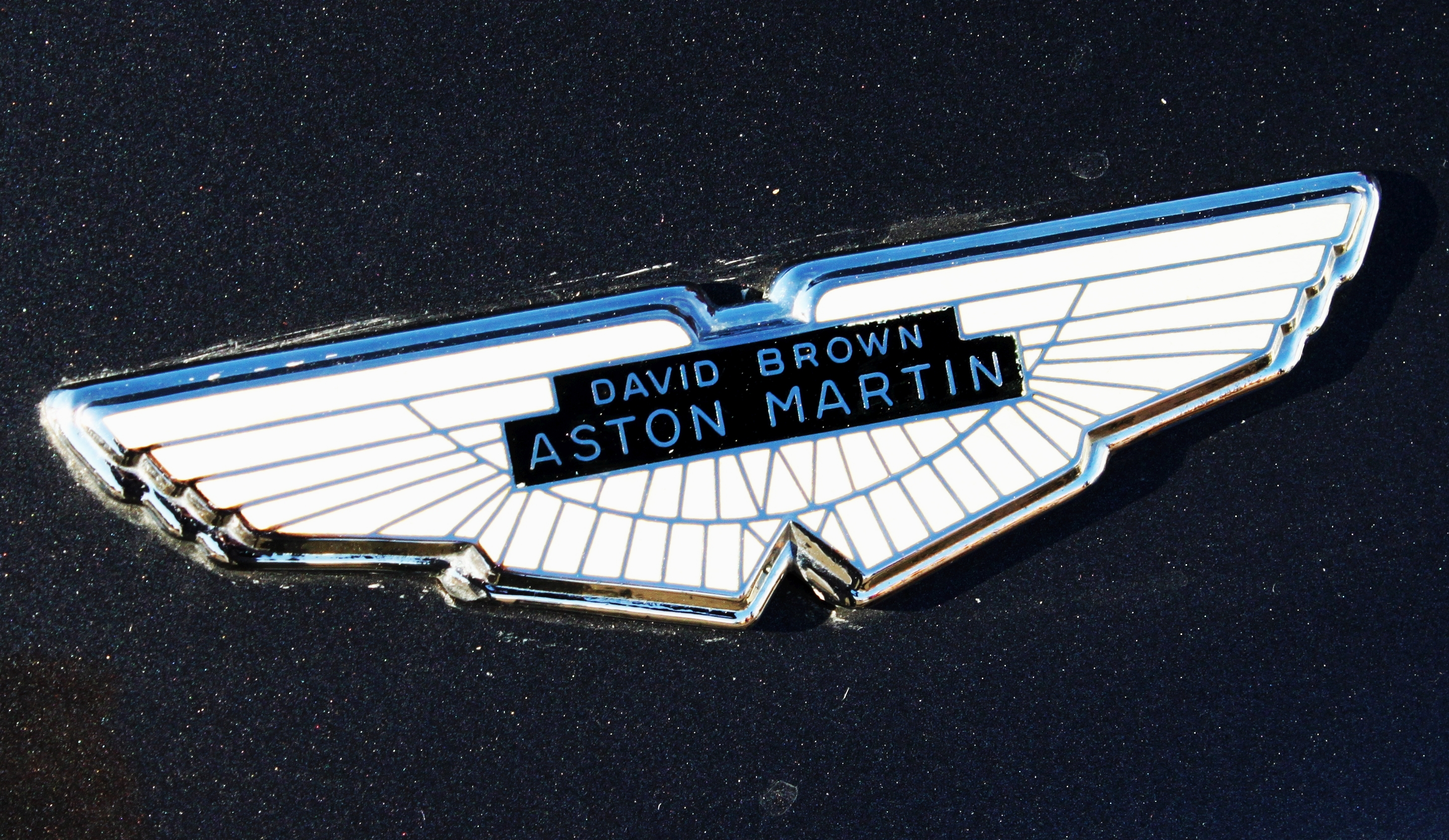
Aston Martin und David Brown (1947–1972)

Bereits in den 1920er-Jahren setzte der 1913 gegründete Automobilhersteller Aston Martin das werksseitige Motorsportengagement als Marketingmittel ein. 1922 erzielte Aston Martin mit einem  „Bunny“  genannten Rekordwagen  bei Langstreckenfahrten in Brooklands über verschiedene Distanzen insgesamt 25 Bestleistungen. In den 1930er-Jahren nahm das Unternehmen, das in der Zwischenzeit mehrere Besitzerwechsel erlebt hatte,  regelmäßig an Langstreckenrennen teil.
Nachdem Aston Martin unter der Leitung von Gordon Sutherland nach dem Ende des Zweiten Weltkriegs in wirtschaftliche Schwierigkeiten geraten war, kaufte im Februar 1947 der Unternehmer David Brown den Sportwagenhersteller. Wenig später erwarb Brown auch den Oberklassehersteller Lagonda und führte beide Unternehmen zur Aston Martin Lagonda Ltd. zusammen. Wesentlicher Grund für die Übernahme Lagondas war dessen von Walter Owen Bentley konstruierter Reihensechszylindermotor, der nach Ansicht Browns den veralteten Vierzylindermotoren von Aston Martin deutlich überlegen war: Brown wollte die Aston-Martin-Sportwagen künftig mit dem Lagonda-Sechszylinder ausrüsten. Im Aston Martin DB2 und seinen Ablegern festigte dieser Motor in den 1950er-Jahren vor allem durch Erfolge bei Sportwagenrennen den sportlichen Ruf der Marke. Organisator des werksseitigen Motorsportengagements war seit 1948 der Ingenieur John Wyer, der zuvor für Monaco Motors die Aston Martins privater Rennfahrer getunt und gewartet hatte.
In den 1960er-Jahren stellte Aston Martin sein werksseitiges Motorsportengagement zunächst ein. In den folgenden Jahrzehnten beteiligte sich das Unternehmen aber immer wieder unregelmäßig an Sportwagen- und Langstreckenrennen. Diese Projekte wurden nicht mehr unter dem Namen David Brown Organisation geführt. Seit 2016 erscheint der Name Aston Martin wieder in der Formel 1. Bis 2020 unterstützte Aston Martin zunächst als Sponsor den britischen Rennstall Red Bull. Nachdem der kanadische Unternehmer Lawrence Stroll Anfang 2020 Anteile an Aston Martin übernommen hatte, firmierte er das ebenfalls zu seiner Unternehmensgruppe gehörende Formel-1-Team Racing Point um. Es wird ab 2021 als Aston Martin F1 Team antreten. Der Bau und der Einsatz der Rennwagen wird allerdings weiterhin vom bisherigen Racing-Point-Stützpunkt in Silverstone organisiert.

## Sportwagenrennen

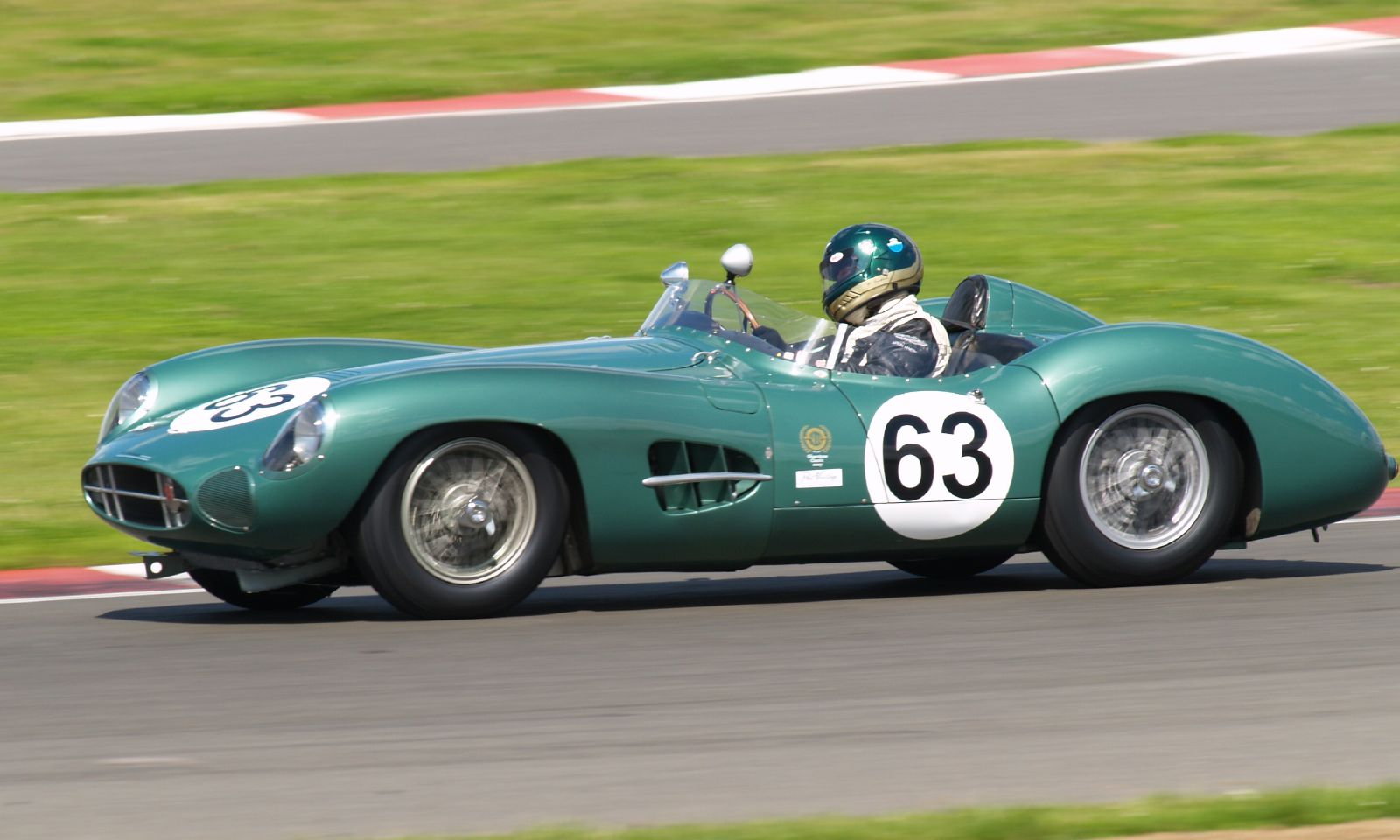
Aston Martin DBR1 von 1956

Schon wenige Jahre nach dem Ende des Zweiten Weltkriegs nahm Aston Martin unter David Brown das Motorsportengagement wieder auf. 1948 gewannen Leslie Johnson und John „Jock“ Horsfall in einem Aston Martin DBR1 das unter „strömendem Regen“ gefahrene 24-Stunden-Rennen von Spa-Francorchamps. Aston Martins größter Erfolg war der Sieg beim 24-Stunden-Rennen von Le Mans 1959, den Roy Salvadori und Carroll Shelby im Aston Martin DBR1 einfuhren. Drei Mal in Folge, 1957, 1958 und 1959, gewann Aston Martin auch das 1000-km-Rennen auf dem Nürburgring. Einige Kritiker führen die Meisterschaft Aston Martins 1959 auf die schwache Konkurrenz in jenem Jahr zurück.
Das letzte Rennen des Werksteams in der David-Brown-Ära war die 14. Coppa Inter-Europa, die am 8. September 1963 in Monza ausgetragen wurde. Salvadori siegte auf einem Aston Martin DP214 vor Mike Parkes in einem privaten Ferrari 250 GTO von Maranello Concessionaires. Im Herbst 1963 wurde das Werksteam aufgelöst, weil David Brown eine Fokussierung auf die Serienproduktion verlangte. John Wyer verließ daraufhin das Unternehmen. Er ging zunächst zu Ford und unterstützte dort das Le-Mans-Programm um den Ford GT40, bevor er 1966 seinen eigenen Rennstall J.W. Automotive Engineering (JWA) gründete.

## Formel 1

### Verzögerter Start
Im Vergleich zum Sportwagenengagement war Aston Martins werksseitige Beteiligung an der Formel 1 halbherzig und von Verzögerungen geprägt.
Erste Überlegungen Aston Martins zur Teilnahme an der Formel 1 gehen auf das Jahr 1951 zurück. Robert Eberan von Eberhorst konstruierte einen Rennwagen mit dem Rahmen des Aston Martin DB3 und einer auf 2,0 Liter Hubraum verkleinerten Version des LB6-Sechszylinders von Lagonda; das Projekt wurde aber beendet, bevor ein Prototyp entstanden war. Ein weiterer Versuch, der nunmehr auf dem Aston Martin DB3S basierte, führte 1955 zum Bau von drei Prototypen, von denen einer in abgewandelter Form bei Rennen in Neuseeland zum Einsatz kam.
1956 begann die Entwicklung des Rennsportwagens DBR1. Parallel dazu nahm Aston Martin unter der Leitung von Ted Cutting die Arbeit an einem neuen Formel-1-Auto auf, die sehr schleppend verlief. Erst Ende 1957 war der erste Prototyp des DBR4 genannten Wagens fahrbereit; im Dezember 1957 kam es auf dem Versuchsgelände der Motor Industry Research Association (MIRA) in Nuneaton zu ersten Testfahrten. Das ursprünglich für die Saison 1958 geplante Formel-1-Debüt wurde kurzfristig um ein Jahr verschoben; das Sportwagenprojekt wurde 1958 noch als vorrangig angesehen. Im Laufe des Jahres gab es keinerlei Weiterentwicklung des DBR4. Als das Auto im folgenden Jahr debütierte, war es veraltet. Die Saison 1959 wurde von dem Cooper T51 mit Mittelmotor dominiert, der fünf von acht Weltmeisterschaftsläufen gewann. John Wyer beschrieb den DBR4 rückblickend selbstkritisch als „sterbende Ente“. Während Hersteller wie BRM, Ferrari und Lotus zu Beginn der Saison 1960 oder in ihrem Verlauf ebenfalls auf das Mittelmotorkonzept umstellten, konstruierte Aston Martin für das zweite Jahr seines Formel-1-Engagements wiederum ein Frontmotorauto. Zwar entstanden einige Skizzen für einen Rennwagen mit Mittelmotor, aber diese Idee wurde nicht verwirklicht. Nach wenigen erfolglosen Einsätzen gab das Team im Sommer 1960 die Formel 1 auf.

### 1959

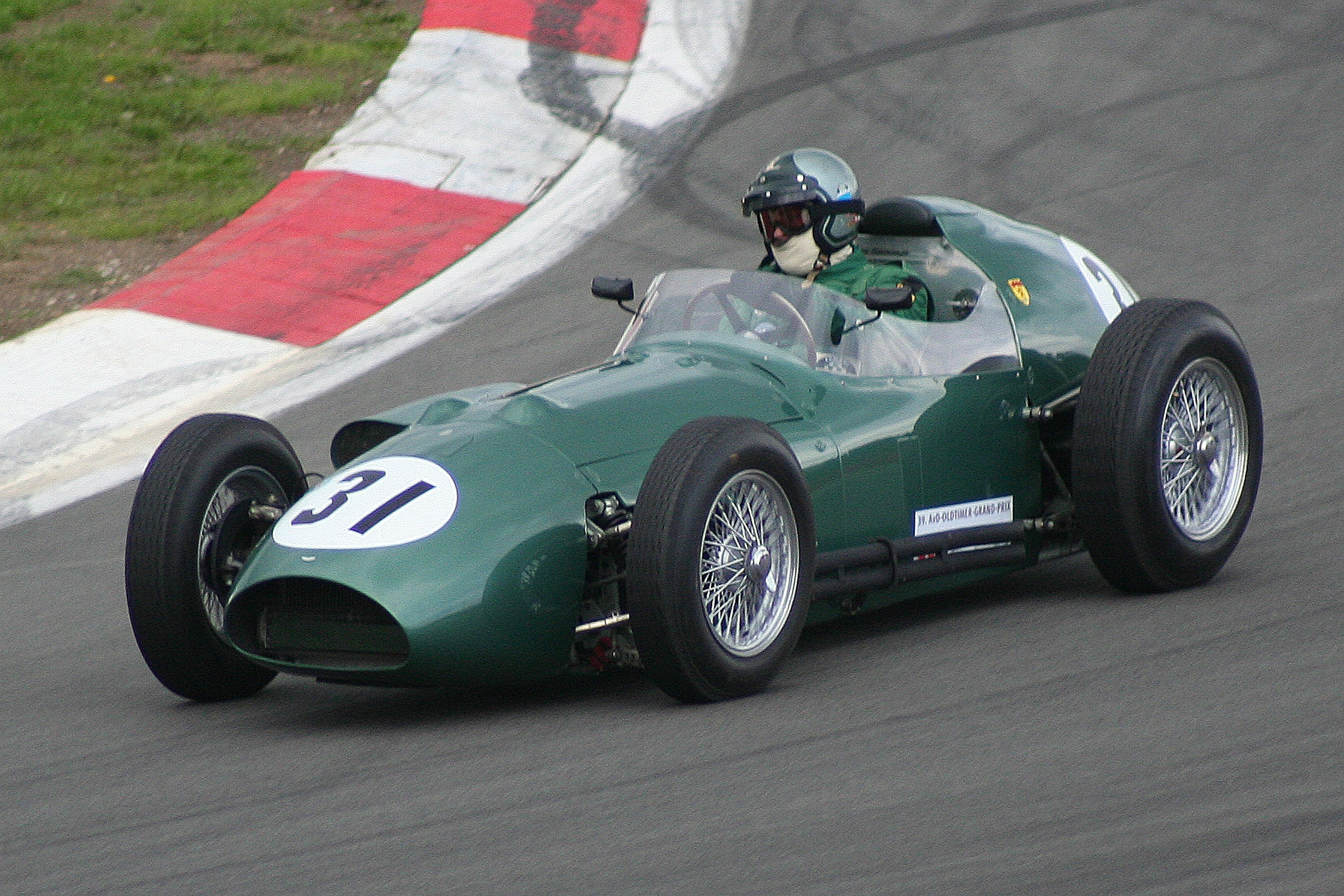
„Sterbende Ente“: Aston Martin DBR4 von 1959

Das erste Formel-1-Rennen der David Brown Organisation war die 1959er Ausgabe der BRDC International Trophy, ein Rennen ohne Weltmeisterschaftsstatus. Salvadori kam hier als Zweiter ins Ziel. Der erste Weltmeisterschaftslauf des Teams war der Große Preis der Niederlande am 31. Mai 1959. Fahrer waren wieder Salvadori und Shelby. Beide fielen frühzeitig nach Motorproblemen aus: Salvadori fuhr nur drei Runden, Shelby 25. Beim Großen Preis von Großbritannien in Aintree ging Salvadori als Zweiter ins Rennen und kam als Sechster – nach damaligem Reglement außerhalb der Punkteränge – ins Ziel, Shelby fiel nach 69 von 75 Runden infolge eines Ventilschadens aus. Danach ging das Team Ende August in Portugal wieder an den Start. Die Aston-Martin-Fahrer waren hier im Qualifying 11 bzw. 11,5 Sekunden langsamer als der Pole-Fahrer Stirling Moss. Sie fuhren das Rennen zu Ende, wurden aber vier- bzw. fünfmal überrundet. Salvadori wurde Sechster, Shelby Achter. Es war das einzige Formel-1-Rennen, bei dem beide Aston-Martin-Werkswagen ins Ziel kamen. In Italien kam Shelby noch einmal als Zehnter ins Ziel. Auf die Teilnahme am Weltmeisterschaftslauf in den USA verzichtete die David Brown Organisation.

### 1960
Für die Saison 1960 konstruierte Ted Cutting ein neues Formel-1-Auto, das die Bezeichnung DBR5 erhielt. Der DBR5 war wesentlich kleiner als sein Vorgänger; Cutting hatte sich bemüht, den Dimensionen des erfolgreichen Cooper T51 nahezukommen. Das technische Konzept war aber nach wie vor konventionell: Der DBR5 hatte Frontmotor und Hinterradantrieb. Neu war eine hintere Einzelradaufhängung, die im Laufe des Jahres einsatzbereit war. Der aus dem Vorjahr übernommene Motor erhielt einen neuen Zylinderkopf, der durch einen Konstruktionsfehler zu einem Leistungsverlust führte. Statt zu den im Vorjahr verwendeten Zylinderköpfen zurückzukehren, installierte Aston Martin eine Benzineinspritzung von Lucas, die zwar die Leistung wieder steigerte, aber nicht das Niveau von 1959 erreichte.
Die David Brown Organisation ging 1960 mit Roy Salvadori und Maurice Trintignant an den Start. Der erste Weltmeisterschaftslauf des DBR5 sollte der Große Preis der Niederlande werden. Hier war nur Salvadori gemeldet, der sich für den 18. Startplatz qualifizierte. Da die Organisatoren des Rennens nur den ersten 15 Qualifikanten ein Startgeld zahlten, zog das Team Salvadoris Meldung nach dem Qualifikationstraining zurück. Die David Brown Organisation ließ die folgenden beiden Weltmeisterschaftsläufe aus, sodass der DBR5 letztlich beim Großen Preis von Großbritannien sein Renndebüt hatte. Es war zugleich das letzte Formel-1-Rennen des Teams. Der von Platz 13 gestartete Salvadori fiel nach 13 Runden wegen eines Lenkungsdefekts aus, während Trintignant, der als 21. ins Rennen gegangen war, mit fünf Runden Rückstand auf den Sieger (Jack Brabham auf Cooper) auf Platz 11 ins Ziel kam. Nach diesem Rennen gab Aston Martin sein Formel-1-Engagement auf.

## Zahlen und Daten (Formel 1)

### Statistik in der Formel 1
| Saison | Teamname                                         | Chassis           | Motor           | Reifen | Grands Prix | Siege | Zweiter | Dritter | Poles | schn. Runden | Punkte | WM-Rang |
| ------ | ------------------------------------------------ | ----------------- | --------------- | ------ | ----------- | ----- | ------- | ------- | ----- | ------------ | ------ | ------- |
| 1959   | David Brown Organisation David Brown Corporation | Aston Martin DBR4 | Aston Martin L6 | A      | 4           | –     | –       | –       | –     | –            | –      | –       |
| 1960   | David Brown Corporation                          | Aston Martin DBR5 | Aston Martin L6 | D      | 1           | –     | –       | –       | –     | –            | –      | –       |

### Alle Fahrer in der Formel 1
| Name                | Jahre     | Grand Prix | Siege | Zweiter | Dritter | Poles | schn. Runden | Punkte | beste WM-Pos. |
| ------------------- | --------- | ---------- | ----- | ------- | ------- | ----- | ------------ | ------ | ------------- |
| Roy Salvadori       | 1959–1960 | 5          | –     | –       | –       | –     | –            | –      | –             |
| Carroll Shelby      | 1959      | 4          | –     | –       | –       | –     | –            | –      | –             |
| Maurice Trintignant | 1960      | 1          | –     | –       | –       | –     | –            | –      | –             |

### Ergebnisse der Formel-1-Weltmeisterschaftsläufe
| Saison | Chassis           | Fahrer              | 1 | 2 | 3   | 4  | 5   | 6 | 7   | 8   | 9 | 10 | Punkte | Rang |
| ------ | ----------------- | ------------------- | - | - | --- | -- | --- | - | --- | --- | - | -- | ------ | ---- |
| 1959   | Aston Martin DBR4 |                     |   |   |     |    |     |   |     |     |   |    | 0      | –    |
| 1959   | Aston Martin DBR4 | R. Salvadori        |   |   | DNF |    | 6   |   | 6   | DNF |   |    | 0      | –    |
| 1959   | Aston Martin DBR4 | C. Shelby           |   |   | DNF |    | DNF |   | 8   | 10  |   |    | 0      | –    |
| 1960   | Aston Martin DBR5 |                     |   |   |     |    |     |   |     |     |   |    | 0      | –    |
| 1960   | Aston Martin DBR5 | R. Salvadori        |   |   |     | WD |     |   | DNF |     |   |    | 0      | –    |
| 1960   | Aston Martin DBR5 | Maurice Trintignant |   |   |     |    |     |   | 10  |     |   |    | 0      | –    |

| Legende  | Legende            | Legende                                                          |
| Farbe    | Abkürzung          | Bedeutung                                                        |
| -------- | ------------------ | ---------------------------------------------------------------- |
| Gold     | –                  | Sieg                                                             |
| Silber   | –                  | 2. Platz                                                         |
| Bronze   | –                  | 3. Platz                                                         |
| Grün     | –                  | Platzierung in den Punkten                                       |
| Blau     | –                  | Klassifiziert außerhalb der Punkteränge                          |
| Violett  | DNF                | Rennen nicht beendet (did not finish)                            |
| Violett  | NC                 | nicht klassifiziert (not classified)                             |
| Rot      | DNQ                | nicht qualifiziert (did not qualify)                             |
| Rot      | DNPQ               | in Vorqualifikation gescheitert (did not pre-qualify)            |
| Schwarz  | DSQ                | disqualifiziert (disqualified)                                   |
| Weiß     | DNS                | nicht am Start (did not start)                                   |
| Weiß     | WD                 | zurückgezogen (withdrawn)                                        |
| Hellblau | PO                 | nur am Training teilgenommen (practiced only)                    |
| Hellblau | TD                 | Freitags-Testfahrer (test driver)                                |
| ohne     | DNP                | nicht am Training teilgenommen (did not practice)                |
| ohne     | INJ                | verletzt oder krank (injured)                                    |
| ohne     | EX                 | ausgeschlossen (excluded)                                        |
| ohne     | DNA                | nicht erschienen (did not arrive)                                |
| ohne     | C                  | Rennen abgesagt (cancelled)                                      |
| ohne     | keine WM-Teilnahme |                                                                  |
| sonstige | P/fett             | Pole-Position                                                    |
| sonstige | 1/2/3/4/5/6/7/8    | Punktplatzierung im Sprint-/Qualifikationsrennen                 |
| sonstige | SR/kursiv          | Schnellste Rennrunde                                             |
| sonstige | *                  | nicht im Ziel, aufgrund der zurückgelegten Distanz aber gewertet |
| sonstige | ()                 | Streichresultate                                                 |
| sonstige | unterstrichen      | Führender in der Gesamtwertung                                   |

## Zahlen und Daten (Sportwagenrennen)

### Siege in der Sportwagen-Weltmeisterschaft
| Jahr | Rennen                        | Fahrzeug             | Fahrer 1             | Fahrer 2      |
| ---- | ----------------------------- | -------------------- | -------------------- | ------------- |
| 1953 | RAC Tourist Trophy            | Aston Martin DB3S    | Peter Collins        | Pat Griffith  |
| 1957 | 1000-km-Rennen am Nürburgring | Aston Martin DBR1    | Noël Cunningham-Reid | Tony Brooks   |
| 1958 | 1000-km-Rennen am Nürburgring | Aston Martin DBR1/30 | Stirling Moss        | Jack Brabham  |
| 1958 | RAC Tourist Trophy            | Aston Martin DBR1/30 | Stirling Moss        | Tony Brooks   |
| 1959 | 1000-km-Rennen am Nürburgring | Aston Martin DBR1/30 | Stirling Moss        | Jack Fairman  |
| 1959 | 24-Stunden-Rennen von Le Mans | Aston Martin DBR1/30 | Carroll Shelby       | Roy Salvadori |
| 1959 | RAC Tourist Trophy            | Aston Martin DBR1/30 | Carroll Shelby       | Jack Fairman  |
| 1963 | Coppa Inter-Europa            | Aston Martin DP214   | Roy Salvadori        |               |